# Gerronema stevensonii
Gerronema stevensonii är en svampart som först beskrevs av Berk. & Broome, och fick sitt nu gällande namn av Roy Watling 1998. Gerronema stevensonii ingår i släktet Gerronema och familjen Marasmiaceae.   Inga underarter finns listade i Catalogue of Life.